# Begriff (Philosophie)
Im weiteren Sinne bezeichnet das Wort Begriff in der Philosophie, wie ein Wort zu verstehen ist (im Sinne von „zu begreifen“). Es handelt sich somit um die Verbindung einer sprachlichen Bezeichnung mit einem Gedankeninhalt (Konzept). Als Begrifflichkeit wird in der Philosophie die Fassbarkeit bzw. Abbildbarkeit eines Begriffs bezeichnet.
In diesem Artikel wird die Diskussion über Begriffe in der Philosophiegeschichte und der philosophischen Systematik dargestellt; für einige allgemeinere Aspekte siehe auch den Artikel Begriff.

## Einführung
Die Frage, was unter Begriff zu verstehen und was dessen Funktion sei, hat eine lange Geschichte in der Philosophie und spielt bis heute eine nicht zu vernachlässigende Rolle, so vor allem in Disziplinen der Philosophie des Geistes, Epistemologie und Ontologie sowie in angrenzenden Fachwissenschaften wie etwa der Psychologie und in Ansätzen formaler Wissensrepräsentation. Grundsätzlich können Begriffe einerseits von Eigenschaften und andererseits von Gegenständen unterschieden werden; von letzteren werden klassischerweise zunächst Allgemeinbegriffe gebildet, die unterschiedliche Individuen miteinander teilen und die in eine Hierarchie von Gattungen und Arten gebracht werden können. Einige Philosophen wenden darüber hinaus auch Begriffe für einzelne Individuen an, sogenannte Individualbegriffe.
Herkömmliche philosophische Begriffstheorien lassen sich zunächst in fünf Hauptfamilien einteilen, die sich vor allem hinsichtlich der Individuationskriterien von Begriffen unterscheiden:
1. klassische Begriffstheorien: Begriffe sind durch notwendige und hinreichende Bedingungen festgelegt.
2. neoklassische Theorien: Begriffe haben zwar notwendige Bedingungen, aber keine hinreichenden.
3. Prototypentheorien: typische Eigenschaften, paradigmatische Fälle oder Beispiele legen Begriffe fest.
4. Theorie-Theorien: Begriffe werden durch die funktionale Rolle individuiert, welche sie innerhalb bestimmter Theorien spielen.
5. atomistische Theorien: Begriffe sind nicht weiter analysierbar.

## Etymologie
Der neuhochdeutsche Ausdruck „Begriff“ leitet sich aus dem mittelhochdeutschen und frühneuhochdeutsch begrif oder begrifunge ab. In einer bis ins 14. Jahrhundert vorherrschenden Bedeutung wurde er auch im Sinne von 'Umfang' verstanden und so zum Beispiel vom Begriff einer Stadt gesprochen.

## Philosophiegeschichte
In der Philosophie, speziell in deren Arbeitsbereich der Logik, hat der Terminus Begriff eine lange Geschichte. In der Rede können bestimmte Ausdrücke dazu verwendet werden, einen oder mehrere Gegenstände zu bestimmen. Es stellt sich deshalb schon früh die Frage, ob sie die unveränderlichen Merkmale, Vorstellungen im Geist oder die Dinge selbst bezeichnen.

### Antike

#### Sokrates
Weder Sokrates, noch Platon oder Aristoteles hatten einen Ausdruck dafür, was wir heute als Begriff bezeichnen. In der Figur des Sokrates der platonischen Dialoge ist uns zum ersten Mal explizit die Frage nach den allgemeinen Merkmalen von Dingen und Handlungen in methodischer Form überliefert.
Aristoteles sagt von Sokrates, er sei der erste gewesen, der nicht nur danach fragte, woraus etwas geworden ist, sondern danach, was es ist (τί ἐστι). Ziel des sokratischen Fragens war eine allgemein gültige, unbezweifelbare Definition (ὁρισμός), die er aus seinen Gesprächspartnern durch das Aufzeigen von Aporien herauslocken wollte. Sokrates gibt sich nicht mit einer Angabe von Fällen oder Beispielen einer Sache zufrieden. So fragt er nicht nach Beispielen tugendhaften Handelns, sondern möchte wissen, was die Tugend selbst ist. Er forderte seine Gesprächspartner auf, das Allgemeine (καθόλου, wörtlich: hinsichtlich des Ganzen) aus dem Einzelnen (ἕκαστον) herauszuarbeiten. Das ist das, was in aller Mannigfaltigkeit der Einzelfälle immer identisch bleibt.
„Zweierlei ist es, was man mit Recht dem Sokrates zuschreiben kann: die Induktionsbeweise und die allgemeinen Definitionen; dies beides nämlich geht auf das Prinzip der Wissenschaft. Sokrates setzte das Allgemeine und die Begriffsbestimmungen nicht als abgetrennte, selbständige Wesen; die Anhänger der Ideenlehre aber trennten es ab und nannten dieses Ideen der Dinge.“

#### Platon
Platon folgt den Lehren Parmenides’ und Heraklits. Weil sich die sinnliche Welt in stetigem Wandel befindet und man nicht sagen kann, dass etwas so und so ist, liefert die Erfahrung der sinnlichen Wahrnehmung kein Wissen oder sichere Erkenntnis (epistêmê). Diese gibt es nur vom unwandelbar Seienden, das nur denkend erkannt werden kann. Das Denken (noêsis, dianoia) bezeichnet er als ein Gespräch der Seele mit sich selbst (dia-logos, dialegésthai). So sind Sprechen oder Sprachlichkeit und rationales, diskursives Denken (dianoia) eng aneinander gekoppelt. Es kann nur dasjenige Gegenstand des Wissens sein, was begrifflich vom λόγος (logos, Rede, Vernunft) erfasst wird. Platon unterscheidet zwei Arten von Begriffen. Unveränderliche, eigentlich seiende Formen oder Urbilder, die unabhängig von den Einzeldingen existieren und das Wesen, welches erst durch die Einzeldinge erscheint. In den frühen Dialogen lassen sich noch keine bestimmten Ausdrücke für so etwas wie unveränderliche Formen in seinen Texten bestimmen. Erst seit den mittleren Dialogen kristallisieren sich dafür die Ausdrücke eidos (εἶδος) und idea (ἰδέα) heraus, die in der Geschichte des Begriffs ein immer wiederkehrendes Thema bilden.
Auf die Frage, was etwas ist, muss nach Platon der λόγος eine Antwort in der Form geben: was es jeweils (eigentlich) ist (ὃ ποτε ὅν). An manchen Stellen heißt es bei ihm, die Definition sei die Angabe des Wesens von etwas oder dem, was wesentlich zum Seienden gehört (λόγος τῆς οὐσίας). Um Seiendes (z. B. die Tugend oder auch eine Biene) zu bestimmen, muss man nicht nur angeben, worin es sich von anderem unterscheidet, sondern wesentlich für seine Bestimmung ist die Angabe, worin es mit allen Individuen seiner Gattung identisch ist, oder wie Friedrich Schleiermacher es ausdrückt, worin seine Natur besteht. Platon sagt nun, dass die ousia (ούσία) dem Seienden eine bestimmte Prägung oder Gestalt, das ειδος, verleiht, die nur von der Vernunft erkannt werden kann. Das ειδος geht aber nicht in einer Definition auf. Vielmehr bildet es bei Platon mit ihr zwei komplementäre Zugangsarten zum Seienden. Ein Seiendes wird durch die Definition diskursiv begriffen, d. h., es wird von einer Vorstellung zur anderen mit logischer Notwendigkeit fortgeschritten. Im Gegensatz dazu wird sein Wesen intuitiv erfasst. Definitionen sind Darstellungen der Ideen im λόγος. Durch sie wird versucht, das Allgemeine zu bestimmen, das es möglich macht, die vielen Einzelfälle überhaupt als etwas Identisches anzusprechen. Idee und Wesen unterscheidet von der Erscheinungswelt, dass sie prinzipiell unsinnlich, nur denkbar sind.
Platon benutzt viele Umschreibungen für die Ideen (→ Ideenlehre). Sie sind das Medium des Erfassens oder Erkennens alles Seienden und haben von Natur aus an beiden Welten anteil. Die veränderlichen Dinge sind nur seiend, weil sie an den Ideen teilhaben. Die Frage, was ist, zielt auf die Idee des Seienden. Der Name bezeichnet einerseits die Idee des Einzeldinges selbst und andererseits das konkrete Einzelne. Die Ideen fallen dem λόγος nicht einfach zu, sondern müssen durch Ideenteilung, er nennt dies Dihairesis, gewonnen und zugleich begründet werden. Diese Kunst nach Gattungen zu unterscheiden fällt in die dialektische Wissenschaft.
Fremder: Das Trennen nach Gattungen, daß man weder denselben Begriff für einen anderen, noch einen anderen für denselben halte – wollen wir nicht sagen, dass gehöre zu der dialektischen Wissenschaft?
Theaitetos: Ja, das wollen wir sagen.
Fremder: Wer also dies gehörig zu tun versteht, der wird eine Idee durch viele einzeln voneinander gesonderte nach allen Seiten auseinandergebreitet genau bemerken, und viele von einander verschiedene von einer äußerlich umfasste(n), und wiederum eine durchgängig nur mit einem aus vielen verknüpfte, und endlich viele gänzlich voneinander abgesonderte. Dies heißt dann zu unterscheiden wissen, inwiefern jedes in Gemeinschaft treten kann und inwiefern nicht.
Theaitetos: Auf alle Weise gewiss.
Fremder: Aber dies dialektische Geschäft wirst du, hoffe ich, keinem anderen anweisen als dem rein und recht Philosophierenden.
Nach Platon gehen auch die Begriffe nicht in Definitionen auf. Eine Definition ist nur der Anfang oder die Grundlage ihres Bestimmens. Das Gemeinsame von Idee und Begriff ist, das eine Beziehung vom Allgemeinen zum Besonderen in ihnen oder durch sie hergestellt wird. Genauer betrachtet gehört bei Platon die Idee zur Seinsordnung und der Begriff zur Ordnung der Erkenntnis. Der Begriff kann viele Einzelfälle unter sich enthalten. An der Idee haben viele Einzelfälle teil. Sie ist etwas, in dem sie übereinkommen. Eine Art der Erkenntnis nennt er νοειν („erfassen“, „begreifen“, „einsehen“). Sie richtet sich direkt auf die Ideen, kann aber sprachlich nicht angemessen ausgedrückt werden. Die andere Erkenntnisart, διανοειν (von dianoia „das Nachdenken“, „der Verstand“), richtet sich auf die Verhältnisse zwischen den Ideen in Form von Begriffen. Diese Art kann unmittelbar mitgeteilt werden. Die obersten Gattungen oder formalen Begriffe sind für Platon Sein, Selbigkeit (Identität), Verschiedenheit, Bewegung und Ruhe. In diesen Formen wird alles Seiende geordnet. Ohne die gegenseitige Verflechtung der Ideen gibt es keine begründete Rede.
Fremder: […] wenn er aber, nur um wunder was Schwieriges ausgedacht zu haben, seine Freude daran hat, die Rede bald hierhin, bald dorthin zu ziehen […]. Denn dieses ist weder gar herrlich noch eben schwer zu finden; jenes aber ist ebenso schwer und zugleich auch schön.
Theaitetos: Welches?
Fremder: Das vorher Erklärte, nämlich dies beiseite lassend so viel wie möglich dem Gesagten im Einzelnen prüfend nachzugehen, wenn jemand im gewissen Sinne Verschiedenes auch wieder als identisch setzt und, was ein Identisches ist, als verschieden, in dem Sinn und der Beziehung, in welcher er sagt, daß ihm eins von beiden zukomme. Aber von dem Identischen ganz unbestimmt wie, behaupten, es sei auch verschieden und das Verschiedene identisch und das Große klein und das Ähnliche unähnlich, und sich so freuen, wenn man immer nur Widersprechendes vorbringt in seinen Reden – das ist keine wahre Untersuchung, teils gewiss eine ganz junge von einem, der die Dinge eben erst angerührt hat.
Theaitetos: Ganz offenbar.
Fremder: Aber auch, oh Bester, alles von allem absondern zu wollen, schickt sich schon sonst nirgendhin, auf alle Weise aber nur für einen von den Musen verlassenen und ganz unphilosophischen Menschen.
Theaitetos: Wie das?
Fremder: Weil es die völlige Vernichtung allen Redens ist, jedes von allem übrigen zu trennen. Denn nur durch gegenseitige Verflechtung der Begriffe kann uns eine Rede entstehen.

#### Aristoteles
Aristoteles kritisiert Platons Lehre der Ideen als für sich bestehenden Substanzen oder Entitäten. Er sagt, dass der Gedanke nur einer ist und nicht in verschiedene für sich bestehende Momente auseinanderfallen darf. Das von Sokrates geforderte Allgemeine (καθόλου) definiert er als „[…] das, was dazu geeignet ist, als ein in mehrern Enthaltenes angesetzt zu werden, […] (oder) was seiner Natur nach mehreren zukommt“. Nur spricht er dem Allgemeinen die Substanzialität ab. Er sagt, dass es nicht als losgelöst vom Einzelnen betrachtet werden dürfe. Das Allgemeine fällt bei ihm sowohl in das Wissen, als auch in die Sinneswahrnehmung. Damit steht Aristoteles im Gegensatz zu Platon, der ein Wissen vom Sinnlichen bestreitet. Ferner geht das Allgemeine auch nicht im Gattungsbegriff auf, da jeder Gattungsbegriff zwar Allgemeines, aber nicht jedes Allgemeine ein Gattungsbegriff ist. Es kann allerdings auch keine Begriffe von Einzeldingen geben, weil es unmöglich sei ein sinnliches Ding zu definieren.
Aristoteles benutzt oft die Ausdrücke λόγος und ὅρος mit der Bedeutung von Terminus oder „Wesen (οὐσια) einer Sache“. Diese muss durch die Begriffsbestimmung oder Definition (ὀριομος) festgelegt werden. Die Definition ist so wesentlich für den Begriff, dass er oft ὀριομος mit λόγος und ὅρος gleichsetzt. Allgemeine Begriffe werden für ihn aus einer Art Induktion von den Einzeldingen gebildet. Sie gelten nur als wissenschaftlich, wenn sie durch eine Definition bestimmbar sind. Begriffe höherer Stufe sind bei ihm die Prädikabilien, die sich wie die Kategorien, allerdings nicht auf die Dinge selbst beziehen, sondern nur in Form von Aussagen über die Dinge bestimmbar sind. Von großer Bedeutung für die später Zeit ist auch, dass er sagt, die Begriffe seien nur bestimmbar, wenn es möglich sei, dafür einen sprachlichen Ausdruck zu setzen, dessen Bedeutung klar begrenzt sein und feststehen muss. Ansonsten sind sie weder denkbar, noch bestimmbar. Er unterscheidet in seiner Logik zwischen Begriffen, aus denen die Urteile zusammengesetzt sind. Urteile wiederum aggregieren sich zu logischen Schlüssen.
Von großem Einfluss auf die Späteren ist das, was später als seine Lehre der Begriffe als Intentionen, bzw. „passiones animae“ bezeichnet wurde. Danach sind geschriebenen Wörter Zeichen der gesprochenen, diese bezeichnen Gedanken und die Gedanken sind natürliche Abbilder der Dinge. Der Grundgedanke ist, dass es einen natürlichen (unverfälschten und unmittelbaren) Zusammenhang zwischen Abbildern und Dingen gibt. Die Begriffe stellen sich auf natürliche Weise ein.

#### Stoa
In der Stoa findet man für den Begriff die Ausdrücke σημαινόμενον (semainómenon) und λεκτὀν (lektón). Sie können mit „Bedeutung eines sprachlichen Ausdrucks“ übersetzt werden. Für die Stoiker stehen die λεκτά (lektá) einerseits in der Mitte zwischen den Denkarten und den Dingen. Andererseits sollen sie identisch mit den Denkinhalten (νοήματα noêmata) sein. Man kann sie entweder als intensionale Gegenstände oder als unkörperliche Wortbedeutungen deuten. Angemessener scheint es sie, verbunden mit der letzteren Bedeutung, im logischen Sinn als objektive Bedeutung sprachlicher Ausdrücke zu sehen. Danach kommt nur den Sprachlauten, nicht aber den mit ihnen verknüpften Bedeutungen Sein zu.

#### Antike Kommentare
Dexippos
Aristoteles hatte in De Anima von ersten Begriffen gesprochen. In seinem Kommentar zur aristotelischen Kategorienschrift unterscheidet Dexippos (4. Jh.) erste und zweite Begriffe (protai noeseis, deuterai epinoiai):
1. primär zeigen wir mit Worten den anderen Dinge (pragmata) – solche primären Begriffe fallen unter die zehn aristotelischen Kategorien
2. in einem zweiten (erweiterten) Gebrauch (chreia) oder einer zweiten Bedeutung (semasia) kann ein Wort auch etwas anderes bedeuteten – keine Substanz oder Eigenschaft (hierzu gehören sprachliche Ausdrücke wie Artikel, Partikel, bildlich-poetische Redeweisen, logische Verknüpfungen wie „entweder-oder“, abgeleitete Ausdrücke, Metaphern usw.)

Diese Unterscheidung zweier Typen von thésis kann als ein Vorläufer der lateinischen Unterscheidung zweier Typen von (im)positio (Boethius u. a.) bzw. im Arabischen zweier wad' (Farabi u. a.) beurteilt werden.
Themistius
Eine ähnliche Unterscheidung wie bei Dexippos findet sich auch im De Anima-Kommentar des Themistius (4. Jh.): erste Begriffe (wie Tag, Licht, Sokrates) sind einfach und werden durch den Geist kombiniert, so dass sich u. a. Bedeutungen von Sätzen, „zweite Gedanken“, ergeben.

### Mittelalter

#### Boëthius
Den entscheidenden Schritt für ein Begriffsverständnis, das unserem modernen mehr oder weniger entspricht, sieht Böhme erst bei Boëthius. Er sieht den Begriff als einen Nachfolger der aristotelischen Idee, der sich wie sie nur in der Seele befindet. Bei Platon ist sie noch ganz „metaphysisches“ Prinzip, das sich auf das Sein bezieht. Boëthius versteht unter Begriff explizit einen Mittler zwischen Seele und dem, was sie von den Dingen als seiend erkennt.
Boëthius, Abälard und Wilhelm von Ockham nehmen die Konzeption der passiones animae des Aristoteles wieder auf. Für alle drei sind Begriffe erster Stufe natürliche Zeichen im Bewusstsein, die die Dinge auf eindeutige Weise bezeichnen. Diese werden wiederum durch Worte bezeichnet, deren Bedeutung allerdings auf Übereinkunft beruht. Schriftzeichen bilden entweder ein- oder doppeldeutige Zeichen der Begriffe. Die Begriffe der zweiten Stufe, sogenannte semantische Prädikate beziehen sich auf die der ersten. Boëthius hat dafür den Ausdruck conceptio verwendet. Andere lateinische Ausdrücke waren: conceptus, intentio, intellectus, signum rei, und verbum mentale.

#### Arabische Theologie und Philosophie
Die arabische Logik (manṭiḳ) handelt nach klassischer Definition von Begriffen (taṣawwurāt) und Urteilen (taṣdīḳāṭ), indem sie von bekannten Begriffen bzw. Urteilen zu unbekannten fortschreitet. „Kurze“ Schritte betreffen dabei den Fortschritt durch Definition durch ḥadd oder rasm; durch analoge Urteilsbildung (ḳiyās), durch Induktion (istiḳrāʾ) oder Vergleich (tamthīl); „lange“ Schritte betreffen die Erwägung der Allgemeinheit oder Besonderheit eines Begriffs oder den Beweis durch Gegensatz oder Widerspruch. Dazu müssen auch die verwendeten Begriffe der Urteilssubjekte (mawḍūʿāt) und ihrer Attribute (maḥmūlāt) untersucht werden.
Neben den vorbenannten ungefähren Entsprechungen zum deutschen Ausdruck „Begriff“ ist der komplizierter verwendete Ausdruck maʿnā (Plural maʿānī) wichtig. Dieser bezeichnet (wie maḳṣūd, niyya und murād) in der arabischen Grammatik und Sprachphilosophie den intendierten Gehalt sprachlicher Rede, den durch grammatische Analyse (taḳdīr) ermittelbaren semantischen Gehalt eines sprachlichen Ausdrucks (lafẓ), insbesondere des Musters (binya) einer Wortwurzel (aṣl). In diesem Kontext wird maʿnā ähnlich gebraucht wie der griechische Ausdruck lektón in der Stoa. Die Ausdifferenzierung von Logik und Grammatik geschieht entlang der Opposition von maʿnā (Gegenstand der Logik) und lafẓ (Gegenstand der Grammatik). Davon unterscheidbar ist der Gegensatz von ism (sprachliches Zeichen als Ganzes) und musammā (Gedanke oder gegenständlicher Referent).
In philosophischen Werken werden die Ausdrücke maʿnā und maʿḳūl oftmals zur Wiedergabe des griechischen Ausdrucks noéma verwendet, teils auch für „Bedeutung“ im Allgemeinen, etwa gleichsinnig zum stoischen lektón. Die Formen der Dinge werden meist als ṣuwar bezeichnet, teils aber auch als maʿnā. Avicenna unterscheidet zwischen maʿānī in einem ersten und einem zweiten Verständnis (abstrakte Begriffe), ähnlich wie Porphyrius zwischen erster und zweiter impositio. Die aristotelischen Kategorien werden als maʿḳūlāt bezeichnet. Avicenna spricht von intelligiblen Begriffen, maʿānī maʿḳūla, im lateinischen oftmals als intellecta übersetzt.
Der mu'tazilitische Theologie Muʿammar verwendet den Ausdruck maʿnā in zentraler Funktion: es handelt sich um Individuationsprinzipien für Substanzen und das reale Fundament der Erscheinungen von Akzidentien. Jede maʿnā-Instanz davon hat ihren Grund in einer vorausliegenden Instanz, was einen infiniten Regress erzeugt, der aber in einer mit Gott identifizierten Erstursache abbricht, der dadurch Realursache für die Vielfalt akzidenteller Erscheinungen ist. Die textliche Rekonstruktion und Interpretation ist umstritten. Man hat diese Konzeption der maʿānī mit dem platonischen Ideenbegriff verbunden (Horovitz), mit dem aristotelischen physis-Begriff (die Natur bringt Bewegung und Ruhe hervor) (Wolfson), sowie als intrinsische kausale Determinante, und zwar ursprünglich nicht für Akzidentien, sondern als materielles Substrat von Atomen, was auf stoische Ursprünge rückführbar ist (Peter Frank); andererseits hat man in ihnen relationale, nicht substantielle Prinzipien gesehen (Hans Daiber).
al-Farabi
Ähnlich wie Dexippus vertritt al-Farabi (um 870–950) die Ansicht, dass die zehn aristotelischen Kategorien nur erste Begriffe unter sich befassen; auch die Kopula wird als sekundärer Begriff aufgefasst.
Avicenna
In seinem Kompendium über die Seele unterscheidet Avicenna (Ibn Sīnā, 980–1037) zwei Quellen der Begriffe bzw. Ideen bzw. intelligible Formen:
1. erste, anderen Erkenntnissen zugrundeliegende Begriffe werden nicht erlernt oder durch die Sinne aufgelesen und durch Abstraktion herausgesondert, sondern verdanken sich göttlicher Inspiration (ilham ilahi)
2. über Syllogismen werden – so ist wohl zu lesen[35] – aus den zugrundeliegenden Begriffen durch Abduktion weitere gewonnen

Nach Avicenna kommt Wesenheiten nicht per se Existenz zu. Sie können entweder 1. in der geistunabhängigen Wirklichkeit existieren, als Form einer Entität, als Eigenschaftsbündel, welches zusammengesetzte Substanzen beschreibt, oder 2. nur als Begriffe im Geist, oder 3. nur in sich und sind insofern gegenüber Sein oder Nichtsein im Sinne des Existenzbegriffs neutral. Wesen und Existenz wird also (für alle Gegenstände, nicht jedoch für Gott) unterschieden: ob einer Sache Existenz zukommt, ist kontingent (und verdankt sich allein der göttlichen Schöpfung).

### Hochmittelalter und Renaissance
Zahlreiche mittelalterliche Theoretiker diskutieren, ob Allgemeinbegriffen (Universalien) eine unabhängige reale Existenz zukommt. Diesem sog. Begriffs- oder Universalienrealismus stehen die Positionen entgegen, dass Allgemeinbegriffe nur eine Existenz im Geiste haben (sogenannter Konzeptualismus) oder nur in Form sprachlicher Ausdrücke existieren (sog. Vokalismus, etwas ungenauer „Nominalismus“). Dies betraf insbesondere nicht nur Transzendentalien (das Gute, das Wahre usw.), Gattungs- und Artbegriffe (Menschheit usw.), sondern auch substantialisierbare Eigenschaftsbegriffe (Röte usw.).
Auch zu Fragen des Begriffserwerbs wurden unterschiedliche Positionen vertreten, darunter ein Nativismus bzw. Innativismus (Begriffe sind angeboren), ein meist mit Abstraktionstheorien verbundener Empirismus (Begriffe werden durch Verallgemeinerung von Elementen der sinnlichen Anschauung aktiv gebildet) sowie verschiedene Varianten einer Verdanktheit der Begriffe z. B. von einem „aktiven Intellekt“, der oftmals mit Gott identifiziert wurde.
Ockham
Nach Wilhelm von Ockham gibt es drei Arten der sprachlichen Äußerung: die geschriebene, die gesprochene und die gedankliche Äußerung. Er bezieht sich allerdings auf Boëthius und spricht von einem mentalen logos. Dementsprechend gibt es auch drei Arten von Termini, die nur im Intellekt vorkommen. Zum gedanklichen Terminus sagt er, es sei
„[…] eine Intention bzw. ein(en) Eindruck der Seele (intentio seu animae), der als Teil eines mentalen Satzes (propossitionis menalis) irgendetwas auf natürliche Weise bezeichnet (significans) oder mitbezeichnet (consignificans), wobei er natürlicherweise für dasselbe supponiert, was er bezeichnet.“
Er weicht von Aristoteles’ und Boëthius’ Auffassung ab, die Laute der gesprochenen Rede als Zeichen der Seele zu verstehen. Für beide sind gesprochene Termini Vorstellungen der Seele. Für Ockham bezeichnen nur ganz bestimmte Ausdrücke, wie „Vorstellung“, „Gedanke“ und „Begriff“, die Eindrücke der Seele und keine extramentalen Dinge. Ockham kritisiert diejenigen, die die Produkte der Seele weder für Substanzen noch für Akzidentien und für etwas von der Seele Gemachtes halten. Dadurch würden sie aus dem Kreis der natürlichen Dinge herausfallen. Ferner kritisiert er ihren von Aristoteles beschriebenen Abbildcharakter. Danach sind sie den Dingen mehr oder weniger ähnlich. Wenn sie aber keine Substanzen oder Akzidentien wären, wären sie von den Dingen mehr verschieden als die Dinge untereinander. Die natürlichen Zeichen sind für ihn Akte oder „Wirklichkeiten“ der Seele. Sie sind nicht von der Seele verschieden. Diese Akte sind, wie die Dinge, die sie bezeichnen, als Einzeldinge zu verstehen. Durch die Verbindung mehrerer solcher Akte entsteht ein Gedanke, der dann wahr oder falsch sein kann.
„Aber mit was für Dingen in der Seele sollen wir solche Zeichen identifizieren? Es gibt hier eine Vielfalt von Meinungen. Manche sagen, daß ein Begriff (conceptus) etwas von der Seele Gemachtes oder Hergestelltes ist. Andere sagen, er sei eine bestimmte Qualität, die verschieden ist vom Erkenntnisakt, welche in der Seele wie in einem Subjekt existiert. Wieder andere sagen, daß er einfach nur der Erkenntnisakt selbst sei. Diese letzte Auffassung wird durch das Prinzip unterstützt, daß man nicht viele Dinge postulieren soll, wenn man mit weniger auskommen kann. Außerdem können alle theoretischen Vorteile, die sich aus dem Postulat von Entitäten, die von Erkenntnisakten verschieden sind, ergeben, ohne eine solche Unterscheidung genossen werden, da ein Erkenntnisakt etwas bezeichnen kann und für etwas supponieren kann so gut wie jedes andere Zeichen. Deshalb ist es witzlos, etwas anderes über den Erkenntnisakt hinaus zu postulieren.“

### Frühe Neuzeit und Klassik

#### Descartes
Im 17. und 18. Jahrhundert verlegte sich der Schwerpunkt vom Begründungs- auf den Entdeckungszusammenhang der Begriffe. Großen Einfluss hatte Descartes Gebrauch des Terminus idea, der die scholastische Terminologie ablöste. Descartes ist grob dem Rationalismus zuzuordnen. Der Intellekt ist für ihn prinzipiell in der Lage Ideen unabhängig von der Erfahrung hervorzubringen. Grundlage dafür ist seine Annahme von angeborenen Ideen, die sich immer schon im Verstand befinden. Er versucht durch Reduktion komplexe Sätze so zu analysieren, dass darin ihre Abhängigkeit zu intuitiv einsichtigen Prinzipien zum Vorschein kommt. Dafür ist ein logisch-mathematisches Fingerspitzengefühl notwendig.
Er trennt radikal zwei Welten oder Substanzen: Die res cogitans und die res extensa. Nach Descartes kann nur das wahr sein, was klar und deutlich eingesehen wird. Dazu müssen zwei Bedingungen erfüllt sein: Erstens müssen die zu analysierenden Probleme in so kleine Einheiten zerlegt werden, dass es der Intuition möglich ist, sie zu durchschauen. Für die Klarheit und Deutlichkeit der Erkenntnis ist das sogenannte natürliche Licht zuständig. Zweitens hängt aber die Leuchtkraft dieses Lichtes und damit die Kraft des Verstandes (oder seine Fähigkeit, überhaupt Dinge erkennen zu können) von der Macht ihres Urhebers, Gottes ab. Nur Gott hat für ihn die Macht, die geistige mit der materiellen Welt zu verbinden. Deshalb versucht er noch, Gott zu beweisen. Wichtig ist hier, dass er die unendliche Idee den endlichen Ideen vorzieht. Begriffe von endlichen Seienden können nur so gebildet werden, dass die Idee des Unendlichen determiniert, eingeschränkt wird. Diesen Gedanken werden Spinoza und später Hegel wieder aufgreifen. Wolfgang Röd fasst Descartes Grundgedanken folgendermaßen zusammen:
„Da sowohl die Ordnung der Wesenheiten der Dinge als auch die Ordnung der vernünftigen Gedanken von einem gemeinsamen Prinzip (Gott) abhängen, stimmen beide Ordnungen überein, weshalb Urteile, die nur klare und Distinkte Ideen enthalten und daher nicht von außervernünftigen Vorstellungen abhängen, mit der Wirklichkeit übereinstimmen können. Die Cartesianische Metaphysik ist also, ähnlich wie die Kantische der (wissenschaftlichen) Erfahrung, teils Inbegriff der Anfangsgründe der Naturwissenschaft, teils aber auch noch spezielle Metaphysik.“

#### Die Logik von Port Royal
Die 1662 veröffentlichte Logik von Port Royal, verfasst von Antoine Arnauld und Pierre Nicole, knüpft an Ansätze der Spätscholastik und frühneuzeitlicher Fortschreibungen an, insbesondere an Descartes und wird für die neuzeitliche Sprachphilosophie, Logik und Begriffstheorie einflussreich. Zentral ist eine Repräsentationstheorie des Begriffs bzw. der Idee:
„Wenn man einen Gegenstand für sich und in seinem Eigendasein betrachtet, ohne den Blick des Geistes darauf zu richten, was er etwa darstellen könnte, so ist die Idee, die man von dem Gegenstand hat, die Idee eines Dinges, wie die Idee der Erde, die Idee der Sonne. Wenn man aber einen gewissen Gegenstand nur als Stellvertreter eines anderen ansieht, so ist die Idee, die man von ihm hat, die Idee eines Zeichens, und der erste Gegenstand wird „Zeichen“ genannt. In dieser Weise betrachtet man gewöhnlich die Landkarten und die Bildwerke. Das Zeichen enthält genaugenommen in sich zwei Ideen, die des Dinges, das darstellt, und die des dargestellten Dinges; seine Natur besteht darin, die zweite Idee durch die erste anzuregen“
Diese Definition war für Michel Foucault Anlass, von einer verdoppelten Repräsentationsstruktur zu sprechen. Andere sprachphilosophische und begriffstheoretische Interessen zielen auf die These einer Angeborenheit von Begriffen. In diesem Sinn hat z. B. früh Noam Chomsky die Logik von Port Royal und die fast zeitgleiche Grammatik von Port Royal besprochen. Ebenfalls im ersten Kapitel der Logik wird beispielsweise postuliert:
„Es ist also falsch, daß alle unsere Ideen aus unseren Sinnen stammen; man kann vielmehr sagen, daß umgekehrt keine Idee, die in unserem Geist ist, ihren Ursprung von den Sinnen herleitet, es sei denn beiläufigerweise, sofern die Bewegungen, die in unserem Gehirn stattfinden und in denen sich die Wirkung unserer Sinne erschöpft, der Seele die Gelegenheit geben, sich verschiedene Ideen zu bilden, die sie sich ohne jene Gehirntätigkeit nicht gebildet haben würde, obgleich fast immer diese Ideen keine Ähnlichkeit mit dem haben, was in den Sinnen und dem Gehirn vorgeht, und obgleich, darüber hinaus, es eine große Anzahl von Ideen gibt, die, da ihnen nichts von irgendeinem körperlichen Bild anhaftet, nicht ohne offensichtliche Absurdität auf unsere Sinne bezogen werden können.“
Explizit wird bei Arnauld und Nicole auch zwischen Begriffsinhalt (Intension als Komplex von Begriffsattributen, compréhension) und Begriffsumfang (Extension als Menge der potentiell vom Begriff erfassten Individuen und Arten, étendue) unterschieden. Diese Unterscheidung findet sich der Sache nach bereits bei Porphyrius und u. a. auch bereits in vielen mittelalterlichen Darstellungen der Suppositionstheorie. Intension und Extension stehen dabei in umgekehrt proportionalem Verhältnis zueinander (je genauer der Begriffsinhalt bestimmt ist, desto weniger Individuen bzw. Arten fallen darunter und umgekehrt). Eine Abweichung zum modernen Extensionsbegriff besteht darin, dass Arnauld/Nicole auch Arten und nicht nur Individuen zählen. Jüngere Modelle einer formalen Begriffsanalyse legen diese Zweidimensionalität von Begriffen mit explizitem Bezug auf die Logik von Port Royal zugrunde.

#### Locke
John Locke bekämpfte radikal die Lehre von den angeborenen Ideen. Er entwarf seine Theorie der Zeichen, in der einfache und komplexe Begriffe unterschieden werden. Wörter sind für ihn „[…] die sinnlichen Zeichen der Vorstellungen Dessen, der sie gebraucht“. Sie stehen für die Ideen (oder Begriffe) des Geistes (mind). Dadurch, und dass sie durch Namen vertreten werden, ist es möglich über Klassen von Dingen oder Eigenschaften von Eigenschaften zu sprechen. Einfache Begriffe befinden sich nicht im Verstand, sondern werden nur durch die unmittelbare Erfahrung gewonnen. Die allgemeinen Begriffe sind ein Produkt der Abstraktion und werden vom Verstand gebildet. Insgesamt macht es die empirische Erkenntnistheorie aus, dass dort Begriffe mit Vorstellungen oder Bildern im Geist gleichgesetzt werden. George Berkeley lehnt aus diesem Grunde allgemeine und abstrakte Begriffe strikt ab.

#### Leibniz
Descartes folgend sind auch für Gottfried Wilhelm Leibniz Klarheit und Deutlichkeit hinreichende Merkmale eines Begriffs.

### Deutscher Idealismus und Vormoderne

#### Kant
Erst Immanuel Kant unterscheidet strikt zwischen Anschauungen und Begriffen. Er teilt sie in Erfahrungs-, Verstandes- (Kategorien) und Vernunftbegriffe (Ideen) ein. Nach seiner Transzendentalen Ästhetik entspringen Anschauungen allein der Sinnlichkeit und Begriffe allein dem Verstand. Diese beiden sogenannte Stämme der Erkenntnis sind aber untrennbar miteinander verwoben, so dass es keine Begriffe ohne Anschauung geben kann und umgekehrt. Begriffe ohne Anschauung wären (als Schlussfolgerung der transzendentalen Ästhetik) leer. In der Transzendentalen Analytik unternimmt es Kant zu zeigen, dass auch Anschauungen ohne Begriffe nicht bestehen können, da sie blind wären. Begriffe dienen dem Verstand in seiner Tätigkeit zu urteilen. Urteile lassen sich zurückverfolgen zu ihnen vorgelagerten allgemeineren Urteilen, bis man schließlich zu einer Tafel der Elementarurteile gelangt, aus denen Kant schließlich die Tafel der logischen Verstandeskategorien deduziert. Die Kategorien dienen dem Verstand dazu, die Mannigfaltigkeit der empfangenen Sinneseindrücke zu einer Erkenntnis zu synthetisieren. In der transzendentalen Deduktion zeigt er, dass die Tätigkeiten von Sinnlichkeit und Verstand darüber hinaus immer vom cartesischen Bewusstsein des Ich denke (er nennt dies „transzendentale Apperzeption“) begleitet sein müssen, so dass Gesetze niemals in den Erscheinungen existieren können, sondern immer nur im erkennenden Subjekt. Objektive Erkenntnis ist daher immer an die Erkenntnisfähigkeit des Subjekts geknüpft. Am Ende seiner Untersuchung stellt Kant die Frage, ob es möglich sei neben der Erkenntnis der gegenständlichen Welt der Phänomene (durch das zuvor dargestellte Zusammenspiel von Sinnlichkeit und Verstand) auch rein gedankliche Anschauungen (Noumena, wie Gott, Freiheit, Unsterblichkeit der Seele) zu gewinnen, was er verneint. Wo dies geschehe, da gaukele die Vernunft sich mit den Mitteln ihres eigenen Apparates selbst etwas vor. Nur dort, wo sich die Sinnlichkeit mit dem Verstand verbinde – der Begriff mit Inhalt gefüllt werde –, sei sichere Erkenntnis möglich.

#### Hegel
Georg Wilhelm Friedrich Hegel nennt es eine der größten Einsichten Kants, gesehen zu haben, dass unsere Erfahrungsinhalte nur Wirklichkeit und Wahrheit haben, wenn sie vom denkenden Ich unter Begriffen zusammengeführt werden. Nur haben sie bei ihm nicht nur eine erkenntnisstiftende Funktion, sondern sind „ein aktives Prinzip, das der Wirklichkeit zugrunde liegt und sie zu dem macht, was sie ist.“ Sie sind als sich bewegende, dialektische, lebende Begriffe aufzufassen, die sich aufgrund der ihnen selbst innewohnenden Spannungsverhältnisse und in Konfrontation mit ihrem jeweiligen Gegenstand und dessen Dynamik stetig verändern. Hegel fordert, dass der Begriff einer Sache nicht von außen an sie angelegt wird, sondern dass er aus deren eigenen Bestimmungen zu entwickeln ist. Die Prüfung des Wissens vom Gegenstand ist zugleich die ihres Maßstabes. Die Philosophie solle die Anstrengung des Begriffes auf sich nehmen. Die dialektische Bewegung der Sachen ist die Bewegung des Begriffs, ihres Mediums, in dem sie zusammenkommen, oder für das Subjekt wirklich, weil sie ihm prinzipiell unterworfen, in Hegels Sprache in ihm aufgehoben sind. Petra Gehring gibt u. a. folgende Merkmale des Begriffs an:
1. Begriffe sind Formen, in denen sich das wirkliche Wesen oder die Wirklichkeit einer Sache manifestiert oder herstellt.
2. Begriffe sind nichts allein Innerliches, sondern wirkliche Vollzüge, sie sind damit eine Form lebendiger Ausdruckspraxis.
3. In Begriffen eröffnet und dokumentiert sich Freiheit.
4. Begriffe stehen der substanziellen Welt, auch derjenigen der Naturwissenschaften, nicht fremd gegenüber, sondern gehen, wenn auch vermittelt, aus dieser hervor.[59]

Das Thema Wirklichkeit handelt Hegel in Form des Substanzverhältnisses in seiner Lehre vom Wesen ab. Die Kategorien des Wesens, die noch dem Reich der Notwendigkeit angehören, beziehen sich implizit auf ein Wissensubjekt, welches dann in der Lehre vom Begriff klar ausgedrückt wird. Der Begriff ist die Einheit von Sein und Wesen. Er bringt diese Dimensionen in Bewegung, „in Freiheit und konkret für das Subjekt zusammen“. Damit versucht er, das Reich der Freiheit aus dem der Notwendigkeit abzuleiten und stellt sie nicht als unvereinbar gegenüber. Hegel identifiziert den Begriff mit Freiheit und die Freiheit mit dem Ich, das als reines Selbstbewusstsein gefasst wird. Ein so verstandenes Ich ist in Freiheit, denn es steht für eine „Beziehung, die als Beziehung auf anderes Selbstbeziehung ist“. Das selbstbewusste Ich ist somit eine Identität, die alle begriffenen Differenzen als ihre in sich festhält. Der Begriff ist so verstanden nicht nur etwas Subjektives, sondern ist nun an die einzige Wirklichkeit für das Subjekt, also immer schon an die Bestimmung der Objektivität gekettet. Nur fallen seine Bestimmungen in das Subjekt. Er nimmt das Faktum der Begriffe und der Freiheit nicht einfach nur hin, sondern versucht ihre Genese aufzuzeigen. Dabei ist zu beachten, dass das Allgemeine als eine Tätigkeit und nicht als ein abstraktes Etwas, das die Dinge nur umfasst, sondern als wirkliche Bewegung der Vernunft gedacht wird.
Der Begriff ist immer schon die Einheit der Unmittelbarkeit, das heißt des Seins, wie es sich unmittelbar darstellt und der Reflexion desselben, das ist für Hegel die Art und Weise wie das Wesen durch das oder im Sein erscheint. Alles Sein ist durch ihn gleichzeitig unmittelbar und vermittelt, also durch das Denken gesetzt. Das ist aber nur die reine Abstraktion, die nur die Form des Begriffs ausmacht. Es kommt aber darauf an, dass er konkret entwickelt wird und so immer reicher wird. Das Allerkonkreteste ist für ihn Gott oder der absolute Geist. Es kann so kein Sein jenseits des Begriffs geben. Nur mehr oder weniger bewusste oder entwickelte Begriffe. Der Begriff des Begriffs ist 1. die Einheit von Gesetztsein und An-und-für-sich-sein und 2. die Einheit von Allgemeinheit, Besonderheit und Einzelheit, wobei jedes dieser Momente jeweils als die Einheit von sich und der anderen Momente behauptet wird. Ein solcher Begriff ist nur durch sich selbst bestimmt.

#### Bolzano
Von der Antike an lag der Schwerpunkt darin, in Begriffen mentale Zeichen oder Formen der Dinge zu sehen. Im 19. Jahrhundert wird einerseits immer mehr die sprachliche Komponente der Begriffsbildung zum Thema und anderseits betrachten neu aufkommende Logiken den Begriff unter einem anderen Licht oder machen eine Beschäftigung mit ihm gar überflüssig. Den Akzent auf die sprachliche Komponente legen Giambattista Vico, Johann Georg Hamann, Johann Gottfried Herder und Wilhelm von Humboldt.
Ihnen steht Bernard Bolzano gegenüber. Er unterscheidet strikt zwischen Begriffen im logischen und im psychologischen Sinne. Für ihn sind sie keine wirklichen Akte des Denkens, sondern das, „was in einem Gedanken gedacht wird. In psychologischer Hinsicht sind sie Gegenstand der Vorstellung. Es gibt ‚subjektive Vorstellungen‘, das sind subjektive Vorstellungen von Wörtern und Vorstellungen an sich“, eindeutige sprachliche Ausdrücke. Ferner unterscheidet er zwischen einfachen und zusammengesetzten Vorstellungen: „Anschauungen“ und „Begriffe sollen […] alle Vorstellungen heißen, welche weder selbst einfache Einzelvorstellungen sind, noch auch dergleichen Teile enthalten“ Bolzanos Verständnis von Begriffsumfang und Begriffsinhalt weicht damit von der Tradition ab. Bei ihm ist der Begriffsinhalt einer Vorstellung die Summe der Teile, aus denen sie besteht. Der Begriffsumfang setzt sich aus den Gegenständen zusammen, auf die sich die Vorstellung bezieht. Nach Bolzano sollte besser statt von Merkmalen eines Begriffs von Bestandteilen eines Begriffs gesprochen werden und von Merkmalen der Sache, auf die sich der Begriff bezieht.
Bolzano hatte auf Edmund Husserl und Alexius Meinong direkten und auf George Edward Moore und Bertrand Russell indirekten Einfluss. Die klassische Logik der Begriffe wurde durch den Einfluss der Logik (System der deduktiven und induktiven Logik, engl. 1843, dt. unvollständig 1849) von John Stuart Mill immer mehr von der Theorie der sprachlichen Zeichen ersetzt. In ihr gelten Begriffe als „Bedeutungen von sprachlichen Ausdrücken“.

#### Husserl
Edmund Husserl kritisiert bereits in den Prolegomena zur reinen Logik die Zurückführung der Begriffe auf ihre Genese und hält dem ihre Geltung qua Idealität der Bedeutung entgegen. Begriffe im Sinne von Bedeutungen sind gemäß der ersten Logischen Untersuchung Spezies resp. ideale Gegenstände. Damit vertritt zumindest der frühe Husserl eine Form von platonisierendem Begriffsrealismus, welcher den Bedeutungen ein – freilich nicht reales – so doch eben ideales Sein zuspricht. Schwieriger zu entscheiden und in der Literatur umstrittener ist die Frage, inwieweit auch dem späte(re)n Husserl eine platonische Theorie der Begriffe bzw. Bedeutungen unterstellt werden kann und welche Kriterien bei dieser Entscheidung eine Rolle spielen sollen.
Nach Husserl und auch Gottlob Frege ist zwischen Begriffen erster und zweiter Stufe zu unterscheiden. Begriffe zweiter Stufe sind „Begriffe von Begriffen und sonstigen idealen Einheiten“.

### 20. Jahrhundert und Gegenwart
Im Rahmen des sog. Linguistic Turn in der Philosophie kam es zur Entwicklung der Analytischen Philosophie, die behauptete, dass zahlreiche philosophische Probleme in Wahrheit Probleme der Ungenauigkeit der Alltagssprache seien. Bedeutende Wegbereiter der Analytischen Philosophie sind Gottlob Frege, Ludwig Wittgenstein und Bertrand Russell. Der Linguistic Turn führte zur Entstehung der Semiotik als neuer Wissenschaft.

#### Frege
Gottlob Frege schlägt vor, Begriffe nur noch im logischen Sinne zu verwenden und ihm die Bedeutung eines grammatikalischen Prädikats zu geben. Für ihn ist „ein Begriff […] eine Function, deren Werth immer ein Wahrheitswerth ist.“ In anderer Wendung ein sprachliches Gebilde, „aus denen man durch Ausfüllen der […] Leerstellen wahrheitsdefinite Aussagen gewinnen kann, das heißt Aussagen, die den Wahrheitswert wahr oder falsch haben“ und im gleichen Sinn „eine Satzfunktion einer Variablen“, „wenn sie für jeden Wert der Variablen aus ihrem Definitionsbereich entweder ein gültiges oder ein ungültiges Urteil ist.“
Nach Frege haben Gegenstände Eigenschaften, Begriffe Eigenschaften und Merkmale. Die Merkmale eines Begriffs sind Teilinhalte des Begriffsganzen. Der Begriff „Mensch“ hat unter anderem das Merkmal „Lebewesen“. „Sichtbar“ ist keine Eigenschaft, sondern ein Merkmal des Begriffs „sichtbarer Gegenstand“.
Von besonderer Bedeutung ist die Erkenntnis, dass Existenz eine Eigenschaft von Begriffen, nicht von Gegenständen ist. Anzahlen sind entsprechend Eigenschaften von Begriffen erster Stufe, unter die Gegenstände fallen

#### Gadamer
Nach Hans-Georg Gadamer schöpft sich der Sinn jedes Wortes erst aus dem Gespräch. Für ihn ist abstrakt begriffliches Denken ein genuines Kennzeichen abendländischer Philosophie. Der Begriff steht jedoch in einem immer neu zu verstehenden Zusammenhang mit der Welterfahrung, die nicht allein in einem Begriff aufgeht, sondern durch das Vorverständnis des Interpreten mitbestimmt wird. Hier übernimmt er Heideggers Modell des hermeneutischen Zirkels. Er fragt, ob ein abstrakter Begriff, so wie er sich im Begriffspiel der Philosophie darstellt, nicht eine in die Irre führende instrumentelle Abstraktion darstellt, wenn er isoliert betrachtet wird.
„Auch darin liegt eine Kritik des subjektiven Bewußtseins in unserem Jahrhundert. Sprache und Begriff sind offenbar so eng ineinander gebunden, daß die Meinung, man könnte Begriffe ›verwenden‹, etwa sagen: ›ich nenne das so und so‹, immer schon der Verbindlichkeit des Philosophierens Abbruch tut. Das einzelne Bewußtsein hat keine solche Freiheit, wenn es philosophierend erkennen will. Es ist gebunden an die Sprache, die nicht nur eine Sprache der Sprechenden ist, sondern auch die des Gesprächs, das die Dinge mit uns führen: Im philosophischen Thema der Sprache begegnen sich heute Wissenschaft und Welterfahrung des menschlichen Lebens.“
Für ihn sind Begriffe an die Sprache gebunden. In ihr eröffnet oder erschließt sich der ganze Horizont des Weltverstehens und sind alle Instanzen von Sinn und Bedeutung bereits eingebunden. Die Begriffe der Sprache sind einerseits von der Tradition überliefert, anderseits bieten sie die einzige Möglichkeit Tradition neu zu durchdenken. Dieser Prozess ist prinzipiell offen. Der Horizont der Welterfahrung verschiebt sich auf diese Weise permanent. Ein Wort kann nach der hermeneutischen Sprachauffassung nicht vom Begriff ausgeschöpft werden. Sprache ist immer metaphorisch. Diese Metaphorik der Sprache geht der Begrifflichkeit vorher und übernimmt deren Führung.
„Es liegt auf der Hand, daß eine instrumentelle Zeichentheorie, die Wort und Begriff als bereitliegende oder bereitzumachende Werkzeuge auffaßt, das hermeneutische Phänomen verfehlt. Wenn wir uns an das halten, was in Wort und Rede und vor allem auch in jedem Gespräch mit der Überlieferung, das die Geisteswissenschaften führen, geschieht, müssen wir anerkennen, daß darin beständige Begriffsbildung vor sich geht. Das soll nicht etwa heißen, daß der Interpret neue oder ungewöhnliche Worte gebraucht. Aber der Gebrauch des gewöhnlichen Wortes entspringt nicht dem Akt der logischen Subsumtion, durch den Einzelnes unter das Allgemeine des Begriffs gebracht würde.“

#### Kritische Theorie
Die Kritische Theorie der Frankfurter Schule beleuchtet die Funktion von Wissenschaft und deren begrifflicher Systeme in der Gesellschaft. Besonderes Augenmerk legt sie dabei auf den Begründungszusammenhang, oder die Legitimation von gesellschaftsbestimmenden Deutungsmustern. Diese Arbeitsweise findet sich bereits in den sprach- und gesellschaftskritischen Untersuchungen von Walter Benjamin. Ihr historisch-dialektisches Begriffsverständnis hat sie unter anderem in Anlehnung an Hegel, Freud und Marx, bzw. später in Auseinandersetzung mit den Neopositivisten (Frege, Russel, Carnap) und dessen Kritikern (Popper) entwickelt. Nach dem Verständnis der kritischen Theorie ist das Ideal dieser positiven Wissenschaften das bloße Einordnen der Tatsachen in logisch-widerspruchsfreie Begriffssysteme, ohne deren reflexive Durchdringung. Der Wahn der Widerspruchsfreiheit wirkt sich direkt auf die gesellschaftliche Praxis aus. Horkheimer macht darauf aufmerksam, dass schon der Begriff der Tatsache von der Epoche und der Auffassung der Gesellschaft abhängig ist:
„Die Tatsachen, welche die Sinne uns zuführen, sind in doppelter Weise gesellschaftlich präformiert: durch den geschichtlichen Charakter des wahrgenommene Gegenstandes und den geschichtlichen Charakter des wahrnehmenden Organs.“
Nach ihrem Verständnis ist es nicht möglich, ein wie auch immer vorgefertigtes Begriffssystem an die sogenannten Tatsachen zu legen. Adorno orientiert sich an Hegel, wenn er sagt, dass sich die Methode der Wissenschaft mit ihrem Gegenstand verändert, jedoch an Marx wenn er die Ursache dieser Veränderung in den Veränderungen der den Gegenständen zugrundeliegenden materiellen Substrate zu erkennen glaubt.

#### Herausbildung der Semiotik
Auf Charles Sanders Peirce geht die Skizze und erste, wirkungsgeschichtlich wichtigste Ausarbeitung des modernen Forschungsprogramms einer Wissenschaft zurück, welche untersucht, wie bestimmte Objekte andere Objekte bezeichnen, die sogenannte Semiotik. Weitere Klassiker der Disziplin sind Charles W. Morris, Thomas A. Sebeok und Umberto Eco. Auch der Linguist Ferdinand de Saussure hat grundlegende Beiträge geleistet. Dazu zählt etwa die Unterscheidung von menschlicher Rede allgemein (langage), dem abstrakten System von Regeln, welche diese regieren (langue) sowie in einzelnen Akten konkret vollzogenem Sprechen (parole); ferner eine Analyse von Zeichen nach einer zweiteiligen Struktur von Bezeichnendem und Bezeichnetem. Diese Analyse wurde vielfach modifiziert. U. a. wurde vorgeschlagen, sie durch eine dreiteilige Struktur zu ersetzen. Ein Beispiel einer derartigen Modifikation ist der Vorschlag von Charles Kay Ogden und I. A. Richards. Die Komponenten sind hier Symbol, Gedanke oder Referenz und Referent. Letzterer ist ein konkretes Objekt; dazu gab es keine direkte Entsprechung bei Saussure. Dieser Vorschlag tauscht v. a. die Benennungen gegenüber dem Modell von Peirce aus; er ist aber so populär, dass hin und wieder auch von „dem“ Semiotischen Dreieck gesprochen wird.

## Systematische Aspekte

### Grundbedeutungen
Ein reflektierter, philosophischer oder wissenschaftlicher Begriff ist in der Regel durch eine Definition festgelegt, die seine Eigenschaften beschreibt und ihn von anderen Begriffen abgrenzt. Speziell bei Klassenbegriffen werden auch andere Festlegungen diskutiert.
Begriff bezeichnet:
1. die kleinste Einheit des Denkens im Gegensatz zu Urteil und Schluss in der Logik.
2. ein Wort, einen Namen oder Ausdruck.
3. eine psychische Erscheinung („Vorstellung“).
4. den Gegenstand selbst.
5. die Menge der bezeichneten Gegenstände (Extension). Begriff kann auch unbestimmt für Intension und/oder Extension verwendet werden.

### Intension und Extension
Die Begriffe „Morgenstern“ und „Abendstern“ beziehen sich auf dasselbe Objekt, die Venus, aber, so die klassische Analyse u. a. Freges, auf verschiedene Weise. Man beschreibt derartige Abweichungen üblicherweise durch die Unterscheidung von „Intension“ (Weise der Bezugnahme, Begriffsinhalt) und „Extension“ (Referenz, Klasse der Bezugsobjekte, Begriffsumfang).

### Unterscheidung von Begriff und Wort
Begriffe werden durch Bezeichnungen mit Wörtern oder Symbolen repräsentiert. Die Bezeichnung eines Begriffes mittels Wörtern wird auch Benennung genannt. Ein Begriff kann durch mehrere Benennungen repräsentiert werden, sowohl durch Wörter in verschiedenen Sprachen als auch in einer Sprache (Synonyme). Tragen unterschiedliche Begriffe gleiche Benennungen, so spricht man von Homonymie.

#### Eindeutigkeit und Mehrdeutigkeit
Im Idealfall steht ein Wort nur für einen Begriff, in diesem Fall wird es eindeutig (univok) genannt. In der Umgangssprache ist es jedoch der Normalfall, dass ein Wort für verschiedene Begriffe steht, es wird dann als mehrdeutig (äquivok) bezeichnet. In diesem Sinne umfasst Äquivozität die Homonymie und Polysemie von Wörtern. In einem weiter gefassten Sinne schließt Äquivozität auch den Fall mit ein, dass mehrere Wörter für den gleichen Begriff stehen (Synonymie).
Eindeutigkeit (Univozität) der Terminologie ist ein selten erreichtes Ideal einer jeden Wissenschaftssprache. Missverständnisse und Manipulationen leben von der Mehrdeutigkeit (Äquivozität) der Ausdrücke. Eine Begriffsklärung dient dazu, diese Mehrdeutigkeiten aufzulösen. In den formalisierten Sprachen ist die Eindeutigkeit der Bedeutung unumgänglich.

### Begriffstypen
Begriffe lassen sich nach verschiedenen Kriterien unterteilen. Die Ausdrucksweise und der jeweils gemeinte Sinn variiert teilweise zwischen unterschiedlichen Theoretikern.

#### Individualbegriff und Allgemeinbegriff
Ein Allgemeinbegriff bezieht sich nach üblicher Explikation auf Merkmale, die mehrere Gegenstände gemeinsam haben, etwa deren rote Farbe, oder erfasst eine gemeinsame Gattung von Individuen, wie etwa „Lebewesen“. Ob derartige Allgemeinbegriffe bzw. Universalien auf etwas referieren oder mit Objekten zu identifizieren sind, die eine unabhängige Existenz auch außerhalb des Gedachtwerdens haben, wird seit Jahrhunderten kontrovers debattiert, vgl. etwa Universalienstreit. Ein Individualbegriff bezieht sich hingegen nur auf ein einziges Objekt, ein Individuum, ähnlich wie ein Eigenname auf der Ebene der Sprache. Zahlreiche Philosophen haben diskutiert, ob überhaupt Individualbegriffe existieren. Fasst man z. B. die Begriffsgenese stets auf als Abstraktion allgemeiner Eigenschaften, erscheint dies fraglich. (Daraus kann, unter der Annahme, dass Wissen Allgemeinbegriffe erfasst, die Ansicht resultieren, dass Wissen von Individuen nicht möglich ist, vgl. Individuum est ineffabile). Außerdem ist erklärungsbedürftig, worauf sich ein Individualbegriff bezieht. Einige Philosophen, u. a. Duns Scotus, haben dafür „Diesheiten“ bzw. individuelle Wesenheiten eingeführt, sog. haecceitates, mittels welcher auch erklärt werden soll, wodurch überhaupt Individuen und deren Begriffe konstituiert werden („Individuation“).

#### Gattungsbegriff/Artbegriff
Einen gebildeten Begriff kann man „als eine Gesamtheit von verschiedenen Merkmalen beschreiben“. Diese Merkmale zeigen die Relationen zu anderen Begriffen. Wesentliche Merkmale eines Begriffs sind das Gattungsmerkmal und der Artunterschied.
Gattung(sbegriff) (genus) ist der „Begriff, der in Bezug auf einen anderen, in dessen Inhalt er als Hauptteil vorkommt, einen größeren Umfang hat“ und Art(begriff) (species) der „Begriff, der in Bezug auf den anderen, der in seinem Inhalt als der Hauptteil vorkommt, einen kleineren Umfang hat.“

#### Konkrete/abstrakte Begriffe
In der Philosophie werden verschiedene Einwände gegen diese Einteilung erhoben, unter anderem weil alle Begriffe durch Abstrahieren und Verallgemeinern gebildet werden. Insofern ist auch der konkrete Begriff ein Resultat der Abstraktion. Um die Unterteilung beizubehalten und strenger zu fassen, ist versucht worden, sie auf unterschiedliche methodische Arten der Abstraktion zurückzuführen. So müsse auf irgendeine Weise das Abbild eines Gegenstandes und das Abbild von Eigenschaften eines Gegenstandes unterschieden werden. Diese Unterscheidung führe dann zur Einteilung der Begriffe in konkrete und abstrakte.
Ein konkreter Begriff ist ein Begriff, den man „zur Definition einzelner Gegenstände (einer Art) oder zu einer Behauptung über einen beliebigen von gleichartigen Gegenständen benutzen“ kann (Beispiele: Pferd, Mensch, Haus). Als konkreter Begriff, im Gegensatz zum abstrakten Begriff, wird ein bestimmter, gegebener Gegenstand oder eine bestimmte Klasse von Gegenständen bezeichnet: z. B. Hotel, Berlin, Umgebung, Apfel.
Ein abstrakter Begriff ist ein Begriff, der benötigt wird, „um eine Eigenschaft von Gegenständen oder eine Relation zwischen einzelnen Gegenständen zu definieren oder zu repräsentieren“ Beispiele dafür sind: Mut, Röte, Liebe, Hass, Menschenwürde. Er bezeichnet nicht gegenständliche Entitäten, wie Freiheit, Geist, Sein, sowie gegenständliche Entitäten, wie Natur, Materie, Ding, Leben usf.

### Begriffsbeziehungen

#### Vereinbare/unvereinbare Begriffe
Nach dem Verhältnis der Extension und Intension von Begriffen kann man diese in vereinbare und unvereinbare Begriffe einteilen. Vereinbar sind zwei Begriffe, die solche Merkmale in ihrem Inhalt haben, dass deren Umfang völlig oder zum Teil zusammenfallen kann. Begriffe, die umfangsgleich sind, heißen äquipollent (Abendstern/Morgenstern). Daneben kann es Begriffe geben, die sich bzgl. des Umfangs teilweise schneiden (Beispiel: Wassertier/Säugetier). Begriffe können auch im Verhältnis der Über- und Unterordnung stehen. Der übergeordnete Begriff fungiert dann als Gattungs-, der untergeordnete als Artbegriff (Beispiel: Lebewesen/Mensch). Weiterhin unterscheidet man auch koordinierte Begriffe, d. h. Begriffe, die keine Extension, jedoch ein Gattungsmerkmal gemeinsam haben (Bsp.: Affe/Mensch – Lebewesen).
Bei den unvereinbaren Begriffen kann man kontradiktorische Begriffe, widersprüchliche Begriffe (Bsp.: weiß/nicht-weiß), konträre Begriffe, die einem dritten Begriff untergeordnet sind, aber im Unterschied zu kontradiktorischen Begriffen nicht komplementär zueinander sind, sowie disparate Begriffe, die ihrem Umfang nach einander ausschließen und dabei keinen gemeinsamen nahestehenden Gattungsbegriff haben (Bsp.: Seele/Dreieck), voneinander unterscheiden.

#### Oberbegriff/Unterbegriff
Je nachdem, wie eng ein Begriff definiert ist, kann er sehr gleichartige oder auch sehr verschiedene Objekte umfassen. Indem Objekte, die unter einen Begriff fallen, nach zusätzlichen Eigenschaften klassifiziert werden, werden Unterbegriffe gebildet. Der weiter gefasste Begriff ist deren Oberbegriff (Beispiel: „Begriff“ ist der Oberbegriff für „Allgemeinbegriff“ und „Individualbegriff“.). Daraus geht schon hervor, dass jeder Oberbegriff ein Allgemeinbegriff ist, aber ein Allgemeinbegriff auch Unterbegriff sein kann. Ein Individualbegriff kann dagegen nur Unterbegriff sein, auch wenn das entsprechende Objekt bzw. Individuum unter mehrere Oberbegriffe fallen kann. (Beispiel: P. und sein Hund Waldi hängen sehr aneinander. Dann fällt Waldi unter die Oberbegriffe Hund und Freund, ist aber ein Element der Schnittmenge und 'nicht Oberbegriff' von Hund und Freund.)

## Begriffserwerb und Begriffsbildung
Die Begriffstheorie diskutiert seit ihren historischen Anfängen den Ursprung von Begriffen und insbesondere die Frage, ob alle oder einige Begriffe „angeboren“ sind (Begriffs-Innativismus/-nativismus) oder alle bzw. die meisten Begriffe durch Eigenleistung des Erkennenden erworben werden (Begriffs-Empirismus).
Im 20. Jahrhundert wurden Begriffe als konzeptuelles Wissen auch Gegenstand der empirischen Psychologie, die mit Experimenten die philosophische Theorie ergänzte. Jean Piaget gilt hier als der große Innovator für die Entwicklungspsychologie. Nach Hans Aebli geht die anfängliche Begriffsfindung in Form zuordnender Betrachtung mit Konjunktion und Korrelation über zur Begriffsbildung mit komplexer systemhafter Verknüpfung und Kategorisierung. Die Kognitive Psychologie kann heute viele theoretische Erkenntnisse vorlegen.

## Zitate
„Da der Mensch die Sprache hat als das der Vernunft eigentümliche Bezeichnungsmittel, so ist es ein müßiger Einfall, sich nach einer unvollkommeneren Darstellungsweise umsehen und damit quälen zu wollen. Der Begriff kann als solcher wesentlich nur mit dem Geiste aufgefasst werden, dessen Eigentum nicht nur, sondern reines Selbst er ist. Es ist vergeblich, ihn durch Raumfiguren und algebraische Zeichen zum Behufe des äußerlichen Auges und einer begrifflosen, mechanischen Behandlungsweise, eines Kalküls, festhalten zu wollen. Auch jedes Andere, was als Symbol dienen sollte, kann höchstens, wie Symbole für die Natur Gottes, Ahnungen und Anklänge des Begriffes erregen; aber wenn es Ernst sein sollte, den Begriff dadurch auszudrücken und zu erkennen, so ist die äußerliche Natur aller Symbole unangemessen dazu, und vielmehr ist das Verhältnis umgekehrt, dass, was in den Symbolen Anklang einer höheren Bestimmung ist, erst durch den Begriff erkannt und allein durch die Absonderung jenes sinnlichen Beiwesens ihm genähert werden kann, das ihn ausdrücken sollte.“

„Denn eben wo Begriffe fehlen, da stellt ein Wort zur rechten Zeit sich ein. Mit Worten läßt sich trefflich streiten, mit Worten ein System bereiten, an Worte lässt sich trefflich glauben, von einem Wort lässt sich kein Jota rauben.“